# Étouy
Étouy település Franciaországban, Oise megyében. Lakosainak száma 839 fő (2022. január 1.). Étouy Fournival, Agnetz, Airion, Avrechy, Bulles, Litz és La Neuville-en-Hez községekkel határos.

## Népesség
A település népességének változása:
| Lakosok száma | 788  | 779  | 819  | 774  | 771  | 808  | 821  | 826  | 839  |
|               | 2013 | 2015 | 2016 | 2017 | 2018 | 2019 | 2020 | 2021 | 2022 |